# Departamento de Educación de Indiana
El Departamento de Educación de Indiana (Indiana Department of Education, IDOE) es un departamento del gobierno del estado de Indiana, Estados Unidos. Tiene su sede en el South Tower en Indianápolis.
A partir de 2016, la superintendente de educación de Indiana es Glenda Ritz.